# Jana (tributario del mare di Ochotsk)
La Jana (in russo Яна?) è un fiume dell'Estremo Oriente russo. Scorre nell'Ol'skij rajon dell'Oblast' di Magadan.
Il fiume ha origine dalla confluenza dei due rami sorgentizi Pravaja Jana e Levaja Jana e scorre in direzione sud-orientale. La lunghezza del fiume è di 134 km (con la Levaja Jana di 190 km); l'area del bacino è di 8 660 km². Sfocia nella parte nord-ovest della Baia del Tauj presso il villaggio di Taujsk, il quale è collegato alla strada per Magadan da un traghetto. Poco distante c'è anche l'omonimo villaggio di Jana.
Il suo maggior affluente, da sinistra, è il Cejmkan (lungo 114 km).